# Scooby Doo! Classic Creep Capers
Scooby Doo! Classic Creep Capers is een platformspel gebaseerd op de animatieserie Scooby Doo. Het spel is ontwikkeld door Terraglyph Interactive Studios en uitgebracht door THQ voor de Nintendo 64 en Game Boy Color. De N64 versie vertoond grote overeenkomsten met de Resident Evil titels.
In het spel neemt de speler de rol aan van Shaggy en Scooby-Doo. Zij moeten in de verschillende levels aanwijzingen verzamelen en onderdelen voor een val vinden. Fred, Velma en Daphne assisteren hen.
In het spel verliest de speler geen levens. In plaats daarvan gaan Scooby en Shaggy er bang vandoor als ze vaak genoeg worden afgeschrikt. De “moed” van een speler kan worden hersteld door voedsel te eten zoals in een cafetaria, of door Scooby Snacks te vinden.
Enkele schurken in het spel zijn de Black Knight, Snow Ghost en de Witch Doctor.